# Jesper Karlström
Jesper Kewe Karlström (Stoccolma, 21 giugno 1995) è un calciatore svedese, centrocampista dell'Udinese, di cui è capitano, e della nazionale svedese.

## Caratteristiche tecniche
Interno di centrocampo di quantità e qualità, può giocare anche nel ruolo di mediano. Forte fisicamente, è fondamentale nel rompere gli attacchi avversari grazie alla sua durezza nei contrasti e alla capacità nel trovare sempre il giusto tempo negli interventi disponendo comunque anche di doti tecniche, non indifferenti grazie a una buona capacità nei passaggi, e tattiche grazie alla capacità nel dettare i ritmi di gioco, può quindi assumere indifferentemente compiti sia da incontrista che da regista

## Carriera

### Club
Il 2 dicembre 2020 il Lech Poznań annuncia di averlo acquistato a partire dal gennaio successivo. Karlström ha firmato con i kolejorz un contratto fino al 30 giugno 2024.
Esordisce con la nuova maglia il 30 gennaio 2021, nella trasferta contro il Górnik Zabrze. Il 2 maggio 2022 disputa da titolare la finale di Puchar Polski contro il Raków Częstochowa, dove i kolejorz vengono sconfitti per 1-3 dai rossoblu. Pochi giorni più tardi, tuttavia, arriva un grande riscatto, visto che i kolejorz si laureano campioni di Polonia per l'ottava volta nella loro storia.
Il 3 agosto 2024 viene acquistato dall'Udinese, con la quale esordisce in Serie A il 18 agosto subentrando a Sandi Lovrić nella partita in casa del Bologna.
Il 17 agosto 2025 viene nominato nuovo capitano dei bianconeri.

### Nazionale
Dopo aver completato la trafila con le nazionali giovanili, esordisce in nazionale maggiore l'11 gennaio 2018 giocando da titolare il match amichevole contro la Danimarca.

## Statistiche

### Presenze e reti nei club
Statistiche aggiornate al 1° luglio 2025.
| Stagione              | Squadra               | Campionato            | Campionato | Campionato | Coppe nazionali | Coppe nazionali | Coppe nazionali | Coppe continentali | Coppe continentali | Coppe continentali | Altre coppe | Altre coppe | Altre coppe | Totale | Totale |
| Stagione              | Squadra               | Comp                  | Pres       | Reti       | Comp            | Pres            | Reti            | Comp               | Pres               | Reti               | Comp        | Pres        | Reti        | Pres   | Reti   |
| --------------------- | --------------------- | --------------------- | ---------- | ---------- | --------------- | --------------- | --------------- | ------------------ | ------------------ | ------------------ | ----------- | ----------- | ----------- | ------ | ------ |
| 2012                  | Brommapojkarna        | B                     | 0          | 0          | -               | -               | -               | -                  | -                  | -                  | -           | -           | -           | 0      | 0      |
| 2013                  | Brommapojkarna        | A                     | 14         | 0          | SC              | 5               | 1               | -                  | -                  | -                  | -           | -           | -           | 19     | 1      |
| 2014                  | Brommapojkarna        | A                     | 27         | 3          | SC              | 1               | 0               | UEL                | 6                  | 0                  | -           | -           | -           | 34     | 3      |
| 2015                  | Djurgården            | A                     | 26         | 1          | SC              | 2               | 2               | -                  | -                  | -                  | -           | -           | -           | 28     | 3      |
| 2016                  | Djurgården            | A                     | 16         | 1          | SC              | 4               | 1               | -                  | -                  | -                  | -           | -           | -           | 20     | 2      |
| 2017                  | Brommapojkarna        | B                     | 2          | 1          | -               | -               | -               | -                  | -                  | -                  | -           | -           | -           | 2      | 1      |
| Totale Brommapojkarna | Totale Brommapojkarna | Totale Brommapojkarna | 43         | 4          |                 | 6               | 1               |                    | 6                  | 0                  |             | -           | -           | 55     | 5      |
| 2017                  | Djurgården            | A                     | 24         | 3          | SC              | 3               | 1               | -                  | -                  | -                  | -           | -           | -           | 27     | 4      |
| 2018                  | Djurgården            | A                     | 25         | 3          | SC              | 7               | 0               | -                  | -                  | -                  | -           | -           | -           | 32     | 3      |
| 2019                  | Djurgården            | A                     | 28         | 2          | SC              | 2               | 0               | -                  | -                  | -                  | -           | -           | -           | 30     | 2      |
| 2020                  | Djurgården            | A                     | 27         | 0          | SC              | 4               | 1               | -                  | -                  | -                  | -           | -           | -           | 31     | 1      |
| Totale Djurgården     | Totale Djurgården     | Totale Djurgården     | 146        | 10         |                 | 22              | 5               |                    | -                  | -                  |             | -           | -           | 168    | 15     |
| gen.-giu. 2021        | Lech Poznań           | E                     | 16         | 0          | PP              | 2               | 0               | -                  | -                  | -                  | -           | -           | -           | 18     | 0      |
| 2021-2022             | Lech Poznań           | E                     | 32         | 1          | PP              | 3               | 0               | -                  | -                  | -                  | -           | -           | -           | 35     | 1      |
| 2022-2023             | Lech Poznań           | E                     | 31         | 1          | PP              | 1               | 0               | UCL+UECL           | 2+17               | 0                  | SP          | 1           | 0           | 52     | 1      |
| 2023-2024             | Lech Poznań           | E                     | 30         | 2          | PP              | 2               | 0               | UECL               | 4                  | 0                  | -           | -           | -           | 36     | 2      |
| ago. 2024             | Lech Poznań           | E                     | 2          | 0          | PP              | -               | -               | -                  | -                  | -                  | -           | -           | -           | 2      | 0      |
| Totale Lech Poznań    | Totale Lech Poznań    | Totale Lech Poznań    | 111        | 4          |                 | 8               | 0               |                    | 23                 | 0                  |             | 1           | 0           | 143    | 4      |
| 2024-2025             | Udinese               | A                     | 37         | 0          | CI              | 2               | 0               | -                  | -                  | -                  | -           | -           | -           | 39     | 0      |
| 2025-2026             | Udinese               | A                     | -          | -          | CI              | -               | -               | -                  | -                  | -                  | -           | -           | -           | -      | -      |
| Totale Udinese        | Totale Udinese        | Totale Udinese        | 37         | 0          |                 | 2               | 0               |                    | -                  | -                  |             | -           | -           | 39     | 0      |
| Totale carriera       | Totale carriera       | Totale carriera       | 337        | 18         |                 | 38              | 6               |                    | 29                 | 0                  |             | 1           | 0           | 405    | 24     |

### Cronologia presenze e reti in nazionale
| Cronologia completa delle presenze e delle reti in nazionale ― Svezia | Cronologia completa delle presenze e delle reti in nazionale ― Svezia | Cronologia completa delle presenze e delle reti in nazionale ― Svezia | Cronologia completa delle presenze e delle reti in nazionale ― Svezia | Cronologia completa delle presenze e delle reti in nazionale ― Svezia | Cronologia completa delle presenze e delle reti in nazionale ― Svezia | Cronologia completa delle presenze e delle reti in nazionale ― Svezia | Cronologia completa delle presenze e delle reti in nazionale ― Svezia |
| Data                                                                  | Città                                                                 | In casa                                                               | Risultato                                                             | Ospiti                                                                | Competizione                                                          | Reti                                                                  | Note                                                                  |
| --------------------------------------------------------------------- | --------------------------------------------------------------------- | --------------------------------------------------------------------- | --------------------------------------------------------------------- | --------------------------------------------------------------------- | --------------------------------------------------------------------- | --------------------------------------------------------------------- | --------------------------------------------------------------------- |
| 11-1-2018                                                             | Abu Dhabi                                                             | Svezia                                                                | 1 – 0                                                                 | Danimarca                                                             | Amichevole                                                            | -                                                                     | 66’                                                                   |
| 24-3-2022                                                             | Stoccolma                                                             | Svezia                                                                | 1 – 0 dts                                                             | Rep. Ceca                                                             | Qual. Mondiali 2022                                                   | -                                                                     | 107’ 114’                                                             |
| 29-3-2022                                                             | Chorzów                                                               | Polonia                                                               | 2 – 0                                                                 | Svezia                                                                | Qual. Mondiali 2022                                                   | -                                                                     | 67’                                                                   |
| 2-6-2022                                                              | Lubiana                                                               | Slovenia                                                              | 0 – 2                                                                 | Svezia                                                                | UEFA Nations League 2022-2023 - 1º Turno                              | -                                                                     | 79’                                                                   |
| 5-6-2022                                                              | Stoccolma                                                             | Svezia                                                                | 1 – 2                                                                 | Norvegia                                                              | UEFA Nations League 2022-2023 - 1º Turno                              | -                                                                     | 77’                                                                   |
| 12-6-2022                                                             | Oslo                                                                  | Norvegia                                                              | 3 – 2                                                                 | Svezia                                                                | UEFA Nations League 2022-2023 - 1º Turno                              | -                                                                     | 59’                                                                   |
| 24-9-2022                                                             | Belgrado                                                              | Serbia                                                                | 4 – 1                                                                 | Svezia                                                                | UEFA Nations League 2022-2023 - 1º Turno                              | -                                                                     | 74’                                                                   |
| 27-9-2022                                                             | Stoccolma                                                             | Svezia                                                                | 1 – 1                                                                 | Slovenia                                                              | UEFA Nations League 2022-2023 - 1º Turno                              | -                                                                     |                                                                       |
| 16-11-2022                                                            | Girona                                                                | Messico                                                               | 1 – 2                                                                 | Svezia                                                                | Amichevole                                                            | -                                                                     | 59’                                                                   |
| 19-11-2022                                                            | Malmö                                                                 | Svezia                                                                | 2 – 0                                                                 | Algeria                                                               | Amichevole                                                            | -                                                                     | 66’                                                                   |
| 27-3-2023                                                             | Göteborg                                                              | Svezia                                                                | 5 – 0                                                                 | Azerbaigian                                                           | Qual. Euro 2024                                                       | -                                                                     | 71’                                                                   |
| 16-6-2023                                                             | Stoccolma                                                             | Svezia                                                                | 4 – 1                                                                 | Nuova Zelanda                                                         | Amichevole                                                            | -                                                                     | 45’                                                                   |
| 20-6-2023                                                             | Vienna                                                                | Austria                                                               | 2 – 0                                                                 | Svezia                                                                | Qual. Euro 2024                                                       | -                                                                     | 45’                                                                   |
| 11-10-2024                                                            | Bratislava                                                            | Slovacchia                                                            | 2 – 2                                                                 | Svezia                                                                | UEFA Nations League 2024-2025 - 1º turno                              | -                                                                     | 61’                                                                   |
| 16-11-2024                                                            | Solna                                                                 | Svezia                                                                | 2 – 1                                                                 | Slovacchia                                                            | UEFA Nations League 2024-2025 - 1º turno                              | -                                                                     | 75’                                                                   |
| 19-11-2024                                                            | Solna                                                                 | Svezia                                                                | 6 – 0                                                                 | Azerbaigian                                                           | UEFA Nations League 2024-2025 - 1º turno                              | -                                                                     | 66’                                                                   |
| 22-3-2025                                                             | Lussemburgo                                                           | Lussemburgo                                                           | 1 – 0                                                                 | Svezia                                                                | Amichevole                                                            | -                                                                     | 43’ 82’                                                               |
| 25-3-2025                                                             | Solna                                                                 | Svezia                                                                | 5 – 1                                                                 | Irlanda del Nord                                                      | Amichevole                                                            | -                                                                     | 80’                                                                   |
| 10-6-2025                                                             | Solna                                                                 | Svezia                                                                | 4 – 3                                                                 | Algeria                                                               | Amichevole                                                            | -                                                                     | 53’                                                                   |
| Totale                                                                |                                                                       | Presenze                                                              | 19                                                                    |                                                                       | Reti                                                                  | 0                                                                     |                                                                       |

## Palmarès

### Competizioni nazionali
- Campionato svedese: 1

Djurgården: 2019
- Coppa di Svezia: 1

Djurgården: 2017-2018
- Campionato polacco: 1

Lech Poznań: 2021-2022